# Dicranomyia majuscula
Dicranomyia majuscula är en tvåvingeart som beskrevs av Pierre 1924. Dicranomyia majuscula ingår i släktet Dicranomyia och familjen småharkrankar. Inga underarter finns listade i Catalogue of Life.